# Ernesto Halffter Escriche
Ernesto Halffter Escriche (* 16. Januar 1905 in Madrid; † 5. Juli 1989 ebenda) war ein spanischer Komponist und Dirigent.

## Biografie
Halffter stammte aus einer spanischen Musikerfamilie und war der jüngere Bruder des späteren Komponisten Rodolfo Halffter. Sein Vater Ernesto Halffter Hein war Juwelier und stammte aus Königsberg, seine Mutter Rosario Escriche Erradón aus Katalonien. Auch Ernestos und Rodolfos Neffe Cristóbal war ein bekannter Komponist und Dirigent.
Initiiert durch die Mutter, erlernten Ernesto und Rodolfo als Kinder das Musizieren.  Bereits als Jugendlicher begann Ernesto mit der Komposition von Pianostücken, darunter 1920 „Crepúsculos“.
Durch den Umstand, dass 1923 der Musikkritiker Adolfo Salazar dem Komponisten Manuel de Falla eine Kopie von Halffters Partitur von „Hommages, Petite Suite pour Trio“ (1922) zusandte, entstand eine langjährige Freundschaft zwischen De Falla und Halffter. Von De Falla erhielt Halffter auch Kompositionsunterricht. Wie auch sein Bruder Rodolfo gehörte Ernesto der „Grupo de los Ocho“ (dt.: Gruppe der Acht) in Madrid an, die zur Generación del 27 gehörte. 1924 wurde er von Manuel de Falla zum Leiter des Orquesta Bética de Sevilla bestimmt.
Den Durchbruch schaffte Ernesto Halffter bereits 1925 mit „Sinfonietta“, einem seiner frühen Werke, das zu seinen bekanntesten zählt. Für die Komposition wurde er sein erstes Mal mit dem spanischen Nationalpreis für Musik sowie einem Stipendium für einen Studienaufenthalt in Paris ausgezeichnet. In Paris nahm Maurice Ravel starken Einfluss auf sein kompositorisches Schaffen. Nach seiner Rückkehr heiratete er 1928 die portugiesische Pianistin Alice Cámara Santos. 1932 dirigierte er  neben der Komposition von „Sonata per pianoforte“ mehrere Konzerte im Teatro Colón von Buenos Aires, in Lima und Havanna. 1934 wurde er Direktor am Konservatorium von Sevilla und ging 1936 als Stipendiat der Graf-von-Cartagena-Stiftung der Real Academia de Bellas Artes de San Fernando nach Lissabon, wo er die Oper „La muerte de Carmen“ komponierte. In Lissabon wurde 1938 sein Sohn Manuel geboren, der seinen Vornamen zu Ehren des befreundeten De Falla erhielt. Die 1940 für Klavier und Orchester geschriebene „Rapsodia Portuguesa“ war stark vom Einfluss des französischen Impressionismus sowie portugiesischer Folklore geprägt. 1942 wurde er außerordentlicher Professor am Lissaboner Instituto Español. Nachdem De Falla 1946 verstorben war, schrieb Ernesto Halffter dessen unvollendete Kantate „Atlántida“ zwischen 1957 und 1962 zu Ende. Die Prämierung dafür lehnte Halffter ab. 1971 wurde er Mitglied der Real Academia de Bellas Artes de San Fernando. Zu Ehren des befreundeten Dalí schrieb er 1974 seine „Homenaje a Salvador Dalí“ und 1988 für Federico Mompou, Joaquín Turina und seinen Bruder Rodolfo die „Homenaje a tres Compositores españoles“.
Halffter schrieb eine Vielzahl weiterer bedeutender Kompositionen und wurde mehrfach ausgezeichnet.

## Werke
- Hommages: petite suite pour trio (1922)
- Sinfonietta
- Dos canciones (1927)
- L'hiver de l'enfance (1928–34)
- Canciones del niño de cristal (1931–34)
- Canzone e pastorella per a violoncel i piano (1934)
- Amanecer en los jardines de España (1937)
- Señora (1938)
- Rapsodia portuguesa per a piano i orquestra (1939)
- Seis canciones portuguesas (1940–41)
- Cançao de Berco (1940–41)
- Canto inca (1944)
- Seguidilla caselera (1945)
- Canción de Dorotea (1947)
- Fantasía española per a violoncel i piano (1952)
- Atlàntida (acabant l'obra de Falla: 1961) (revisió, 1976)
- Canticum (1964)
- Psalmi (1967)
- Concerto per a guitarra i orquestra (1969)
- Madrigalesca per a guitarra (1969)
- Homage a Salvador Dalí per a trompetes, percussió, tenor, piano i cor mixt (1974)
- Pregón (1974)
- Sonatina, ballet d'un sol acte

## Auszeichnungen
- Ehrendirektor des Conservatorio Manuel de Falla in Cádiz
- 1925: Nationalpreis für Musik, Spanien
- 1963: Großkreuz des Ordens de Alfonso X el Sabio
- 1983: Nationalpreis für Musik, Spanien

## Filmografie (Auswahl)
- 1951: Das Wunder von Fatima (La señora de Fátima)
- 1967: El amor brujo